# Croix de carrefour de Brienne-la-Vieille
La croix de carrefour de Brienne-la-Vieille est une croix située à Brienne-la-Vieille, en France.

## Localisation
La croix est située sur la commune de Brienne-la-Vieille, dans le département français de l'Aube.

## Historique
L'édifice est classé au titre des monuments historiques en 1916.